# Явапайские войны
Явапайские войны (англ. Yavapai Wars), также известные как Войны тонто (англ. Tonto Wars) — серия вооружённых конфликтов между Соединёнными Штатами Америки с одной стороны, и явапаями и тонто, с другой. Конфликты начались в 1861 году, когда первые американские поселенцы стали прибывать на земли явапаев и тонто, и завершились победой США и поселением индейцев в резервации в 1875 году. Кроме явапаев и тонто против американцев в этих конфликтах сражалась часть воинов из племён мохаве и юма. 